# Vegetationsindex

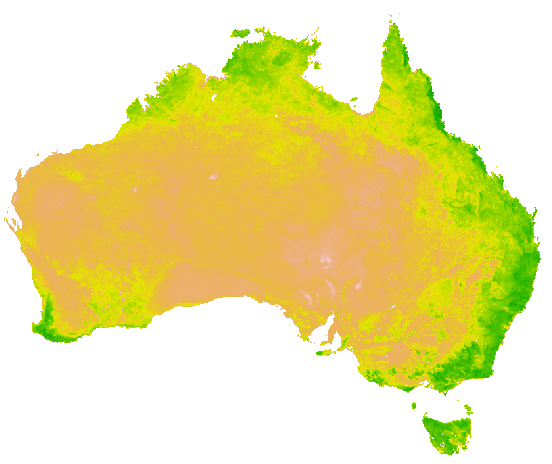
6-månaders NDVI-genomsnitt för Australien, 1 december 2012 till 31 maj 2013.

Ett vegetationsindex är ett enskilt mätvärde som kvantifierar biomassa eller andra egenskaper hos vegetation baserat på data från spektralmätningar.
Det finns flera olika vegetationsindex, varav många fyller samma funktion. Många av indexen använder sig av det omvända förhållandet mellan röd och nära-infraröd reflektans som är förknippat med grön frodig vegetation. Satellitbaserad fjärranalys är ett exempel på tillämpningsområde av vegetationsindicier för att övervaka fluktuationer i vegetationen på jordens yta.